# Gavilea venosa
Gavilea venosa är en orkidéart som först beskrevs av Jean-Baptiste de Lamarck, och fick sitt nu gällande namn av Leslie Andrew Garay och Paul Ormerod. Gavilea venosa ingår i släktet Gavilea och familjen orkidéer. Inga underarter finns listade i Catalogue of Life.

## Bildgalleri

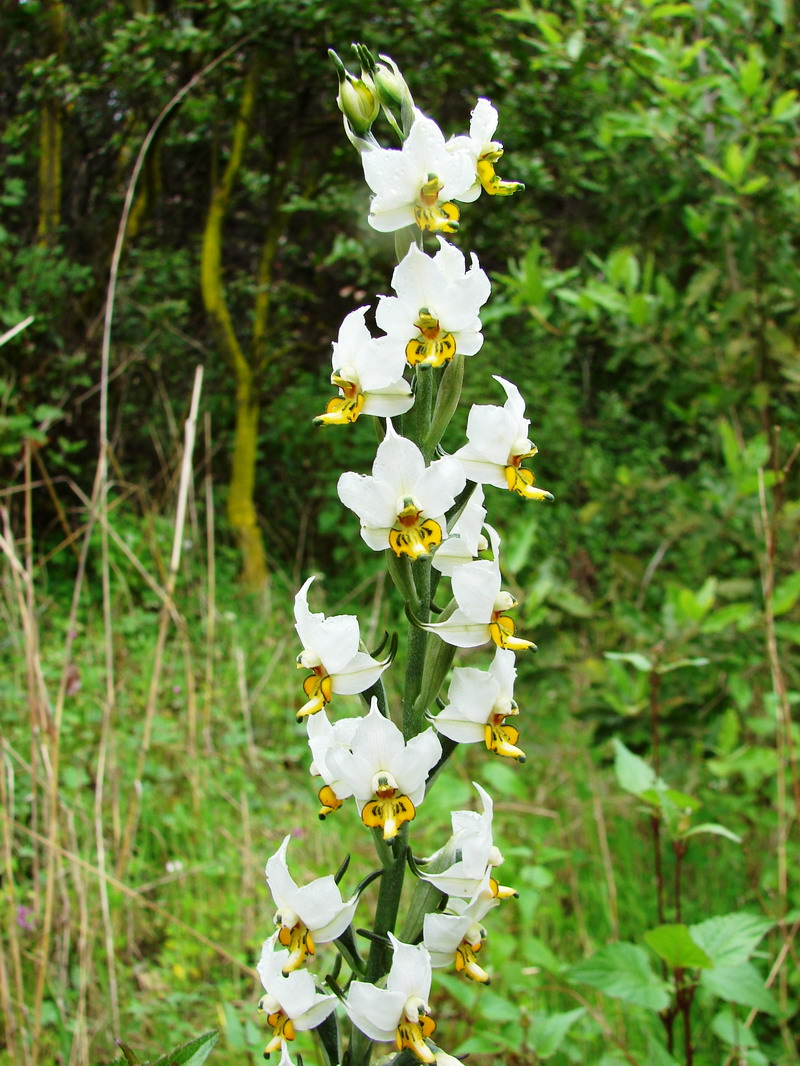
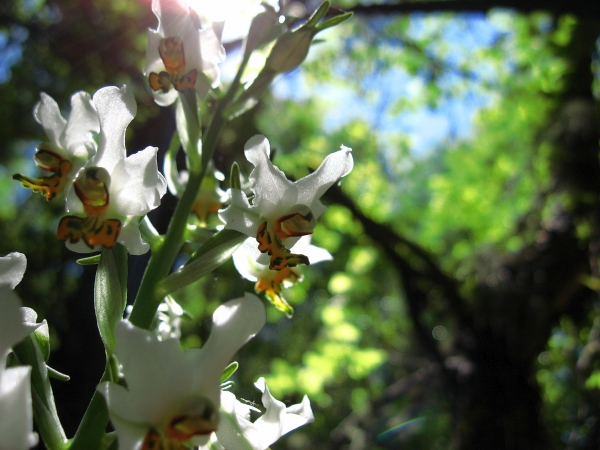
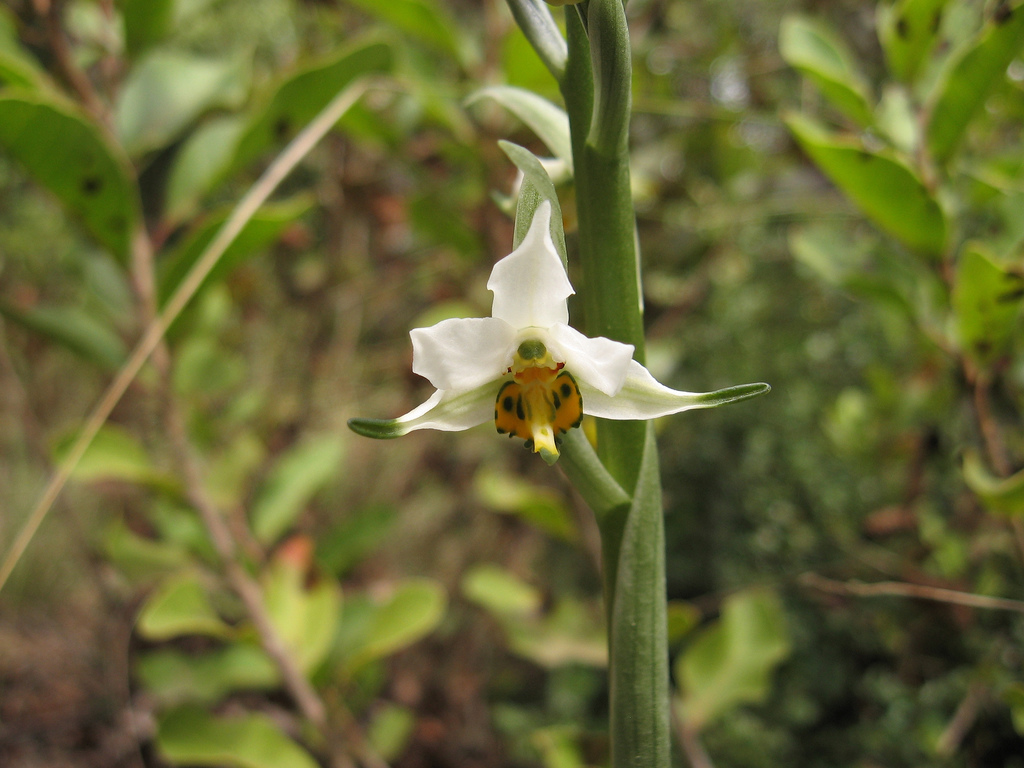